# ザラ・パスフィールド
ザラ・パスフィールド（英語：Zara Pasfield、1995年6月28日 - ）は、オーストラリア、シドニー出身のフィギュアスケート選手（女子シングル）。2012年四大陸選手権オーストラリア代表。
父はコーチのマイケル・パスフィールド。妹は同じくフィギュアスケート選手のケイティ・パスフィールド。

## 主な戦績
| 大会/年              | 2009-10 | 2010-11 | 2011-12 |
| -------------------- | ------- | ------- | ------- |
| 四大陸選手権         |         |         | 29      |
| オーストラリア選手権 | 3 J     |         | 1       |
| JGPオーストリア      |         |         | 29      |
| ウィンターゲームズNZ |         |         | 3       |
| メラーノ杯           | 12 J    |         |         |
| イスタンブール杯     |         |         | 5 J     |